# Station Versailles-Rive-Droite
Station Versailles-Rive-Droite is een spoorwegstation aan de spoorlijn Paris-Saint-Lazare - Versailles-Rive-Droite. Het ligt in de Franse gemeente Versailles in het departement Yvelines (Île-de-France).

## Geschiedenis
Het station werd op 2 augustus 1839 geopend door de Chemin de fer de Paris à Saint-Cloud et Versailles bij de opening van de spoorlijn Paris-Saint-Lazare - Versailles-Rive-Droite. Het station kreeg aan het einde van de 19e eeuw 8 opstelsporen. Sinds zijn oprichting is het station eigendom van de Société nationale des chemins de fer français (SNCF).

## Ligging
Het station ligt op kilometerpunt 22,880 van de spoorlijn Paris-Saint-Lazare - Versailles-Rive-Droite.

## Diensten
Het station wordt aangedaan door treinen van Transilien lijn L tussen Paris-Saint-Lazare en dit station.

## Vorig en volgend station
| Richting | Vorig station | Lijn    | Volgend station | Richting           |
| -------- | ------------- | ------- | --------------- | ------------------ |
| Eindpunt | Eindpunt      | Trans L | Montreuil       | Paris-Saint-Lazare |